# Pedinophyceae
Classe
Les Pedinophyceae sont une classe d’algues vertes de l’embranchement des Chlorophyta et du sous-embranchement des Chlorophytina.

## Liste des ordres
Selon AlgaeBase (12 août 2017), ITIS (12 août 2017) et World Register of Marine Species (12 août 2017) :
- ordre des Marsupiomonadales (en) Marin
- ordre des Pedinomonadales (en) Moestrup
- ordre des Scourfieldiales (en) Moestrup